# Снігурівка (Кременецький район)
Снігурі́вка — село в Україні, у Борсуківській сільській громаді Кременецького району Тернопільської області. До 2020 центр сільради, якій було підпорядковано села Мала Снігурівка і Маневе. Розташоване на річці Свинорийка, на півдні району. Вище по течії розташоване  село Маневе, нижче по течії на відстані 0,5 км розташоване село Передмірка. Поряд з селом протікає безіменна річка, на протилежному березі якої розташоване село Мала Снігурівка.
Населення — 510 осіб (2007).

## Історія
Поблизу села виявлено археологічні пам'ятки пізнього палеоліту, трипільської, комарівсько-тшинецької культур і раннього залізного часу.
Відоме від 1-ї половини XVIII ст.
Діяли «Просвіта» та інші товариства.
На 1936 рік село входило до ґміни Вишневець Кременецького повіту.
12 червня 2020 року, відповідно до розпорядження Кабінету Міністрів України № 724-р «Про визначення адміністративних центрів та затвердження територій територіальних громад Тернопільської області» увійшло до складу Лановецької міської громади.
19 липня 2020 року, в результаті адміністративно-територіальної реформи та ліквідації Лановецького району, село увійшло до складу Кременецького району.

## Населення

### Мова
Розподіл населення за рідною мовою за даними перепису 2001 року:
| Мова       | Кількість | Відсоток |
| ---------- | --------- | -------- |
| українська | 552       | 99.64%   |
| російська  | 1         | 0.18%    |
| румунська  | 1         | 0.18%    |
| Усього     | 554       | 100%     |

## Релігія
- церква Успіння Пресвятої Богородиці (1927, дерев'яна, ПЦУ);
- громада УЦХВЄ (існує з 1921 року) має Дім молитви.

## Пам'ятки
Споруджено пам'ятник воїнам-односельцям, полеглим у німецько-радянській війні (1967).

## Соціальна сфера
Працюють ЗОШ I-III ступенів, Будинок культури, бібліотека, ФАП, відділення зв'язку, торговельний заклад.

## Галерея

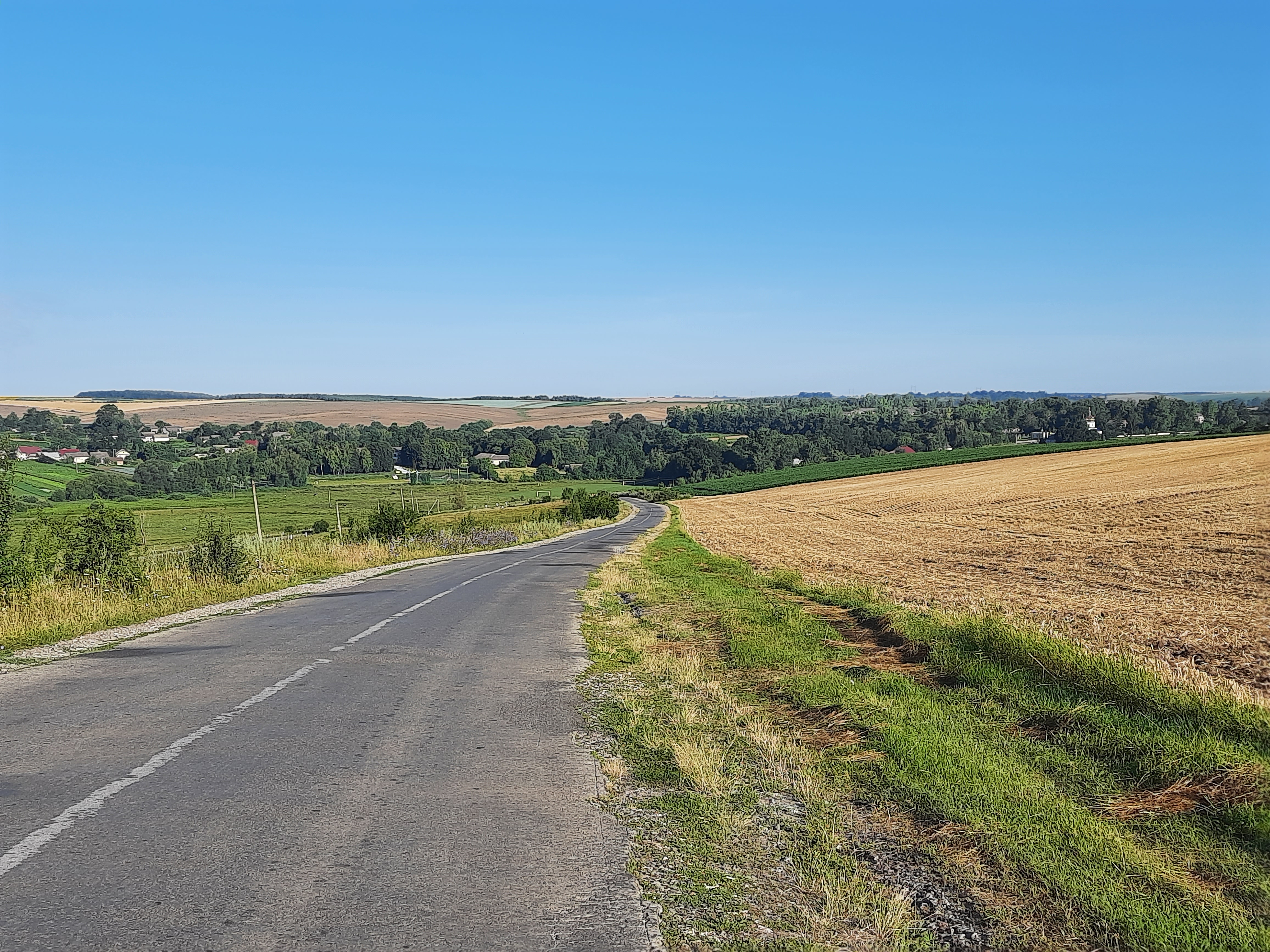
Дорога в село
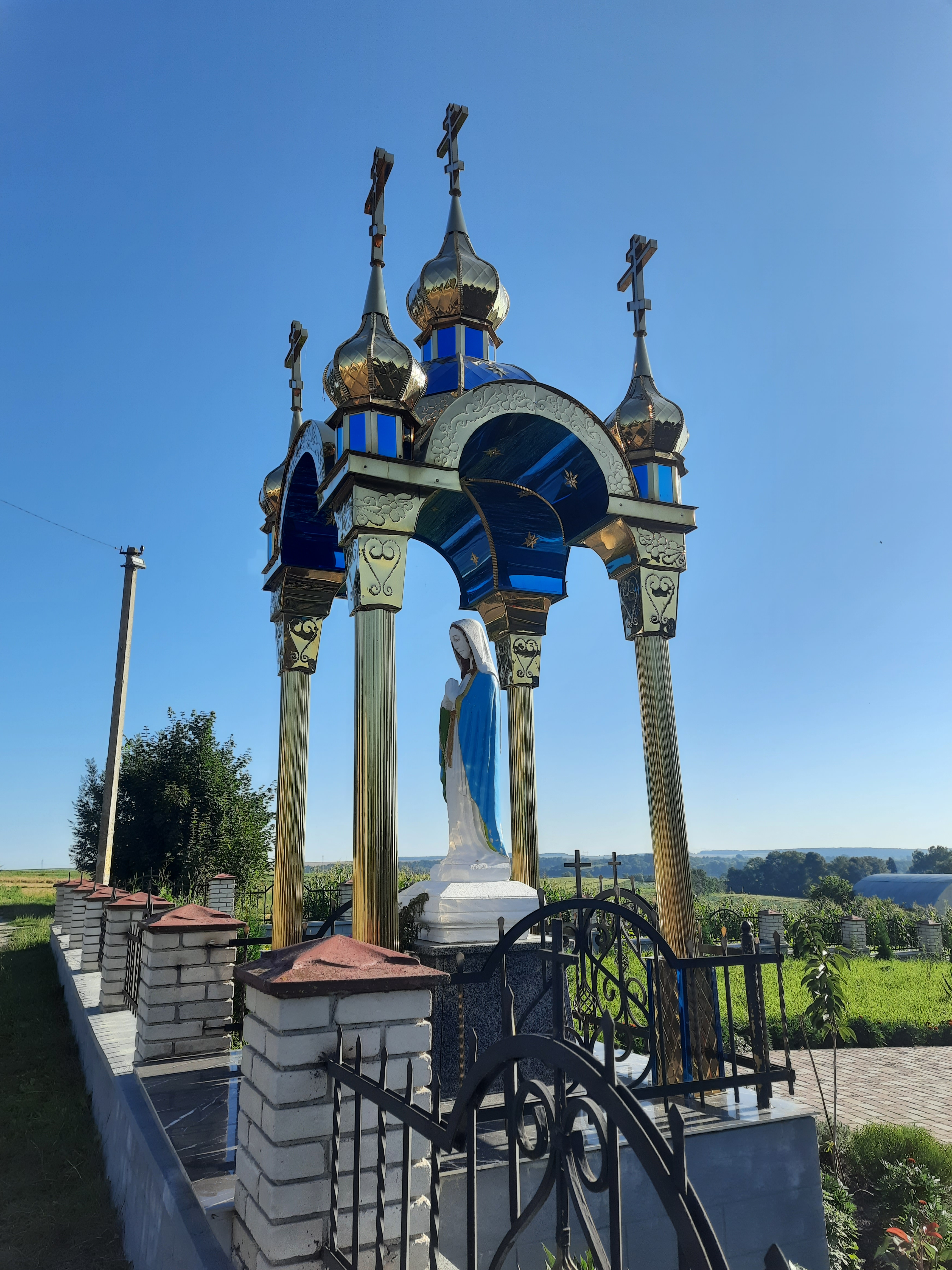
Статуя Божої Матері
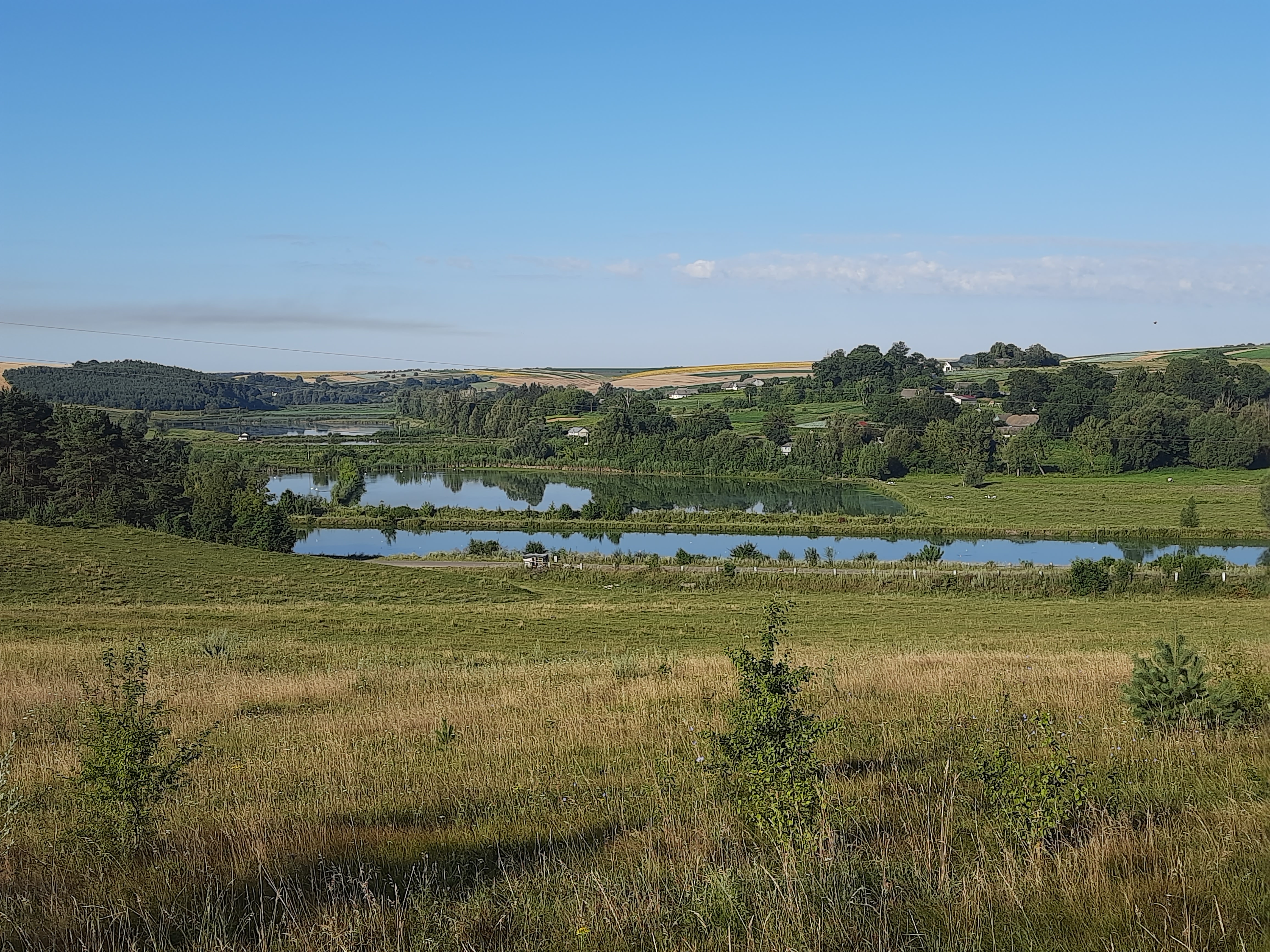
Краєвид біля села